# Saison 2015 de l'équipe cycliste Drapac
La saison 2015 de l'équipe cycliste Drapac est la dixième de cette équipe.

## Préparation de la saison 2015

### Arrivées et départs
| Arrivées          | Équipe 2014                       |
| ----------------- | --------------------------------- |
| Graeme Brown      | Belkin                            |
| Dylan Girdlestone | Bonitas                           |
| Brenton Jones     | Avanti Racing                     |
| Martin Kohler     | BMC Racing                        |
| Peter Koning      | Metec-TKH Continental             |
| Cameron Peterson  | Peloton Sports-Turramurra Cyclery |
| Timothy Roe       | Budget Forklifts                  |
| Samuel Spokes     | Etixx                             |

| Départs           | Équipe 2015             |
| ----------------- | ----------------------- |
| Jack Anderson     | Budget Forklifts        |
| Jonathan Cantwell | Swift Carbon Melbourne  |
| Jai Crawford      | Kinan                   |
| Floris Goesinnen  | retraite                |
| Thomas Palmer     |                         |
| Wesley Sulzberger | Navitas Satalyst Racing |

## Coureurs et encadrement technique

### Effectif
| Cycliste           | Date de naissance | Nationalité      | Équipe 2014                       |  |
| ------------------ | ----------------- | ---------------- | --------------------------------- |  |
| Graeme Brown       | 9 avril 1979      | Australie        | Belkin                            |  |
| William Clarke     | 11 avril 1985     | Australie        | Drapac                            |  |
| Dylan Girdlestone  | 11 octobre 1989   | Afrique du Sud   | Bonitas                           |  |
| Robbie Hucker      | 13 mars 1990      | Australie        | Drapac                            |  |
| Brenton Jones      | 12 décembre 1991  | Australie        | Avanti Racing                     |  |
| Jordan Kerby       | 15 août 1992      | Australie        | Drapac                            |  |
| Martin Kohler      | 17 juillet 1985   | Suisse           | BMC Racing                        |  |
| Peter Koning       | 3 décembre 1990   | Pays-Bas         | Metec-TKH Continental             |  |
| Darren Lapthorne   | 4 mars 1983       | Australie        | Drapac                            |  |
| Travis Meyer       | 8 juin 1989       | Australie        | Drapac                            |  |
| Lachlan Norris     | 21 janvier 1987   | Australie        | Drapac                            |  |
| Cameron Peterson   | 4 décembre 1983   | Australie        | Peloton Sports-Turramurra Cyclery |  |
| Adam Phelan        | 23 août 1991      | Australie        | Drapac                            |  |
| Timothy Roe        | 28 octobre 1989   | Australie        | Budget Forklifts                  |  |
| Malcolm Rudolph    | 4 janvier 1989    | Australie        | Drapac                            |  |
| Samuel Spokes      | 16 avril 1992     | Australie        | Etixx                             |  |
| Bernard Sulzberger | 7 septembre 1988  | Australie        | Drapac                            |  |
| Wouter Wippert     | 14 août 1990      | Pays-Bas         | Drapac                            |  |
| Stagiaire          | Date de naissance | Nationalité      | Équipe 2015                       |  |
| Brendan Canty      | 17 janvier 1992   | Australie        | Budget Forklifts                  |  |
| Brad Evans         | 8 mai 1992        | Nouvelle-Zélande | Powernet                          |  |

## Bilan de la saison

### Victoires
| Date       | Course                      | Pays           | Classe | Vainqueur      |
| ---------- | --------------------------- | -------------- | ------ | -------------- |
| 25/01/2015 | 6e étape du Tour Down Under | Australie      | WT     | Wouter Wippert |
| 04/02/2015 | Prologue du Herald Sun Tour | Australie      | 2.1    | William Clarke |
| 22/03/2015 | 1re étape du Tour de Taïwan | Taipei chinois | 2.1    | Wouter Wippert |
| 24/03/2015 | 3e étape du Tour de Taïwan  | Taipei chinois | 2.1    | Wouter Wippert |
| 17/05/2015 | 1re étape du Tour du Japon  | Japon          | 2.1    | Brenton Jones  |
| 07/06/2015 | 1re étape du Tour de Corée  | Corée du Sud   | 2.1    | Wouter Wippert |
| 12/06/2015 | 6e étape du Tour de Corée   | Corée du Sud   | 2.1    | Wouter Wippert |
| 09/08/2015 | 7e étape du Tour de l'Utah  | États-Unis     | 2.HC   | Lachlan Norris |
| 28/10/2015 | 9e étape du Tour de Hainan  | Chine          | 2.HC   | Brenton Jones  |

### Résultats sur les courses majeures
Les tableaux suivants représentent les résultats de l'équipe dans les principales courses du calendrier international dans lesquelles l'équipe bénéficie d'une invitation. Pour chaque épreuve est indiqué le meilleur coureur de l'équipe, son classement ainsi que les accessits glanés par Drapac sur les courses de trois semaines.

#### Classiques
| Classique            | Milan-San Remo | Tour des Flandres | Paris-Roubaix | Liège-Bastogne-Liège | Tour de Lombardie |
| -------------------- | -------------- | ----------------- | ------------- | -------------------- | ----------------- |
| Coureur (classement) | Non invitée    | Non invitée       | Non invitée   | Non invitée          | Non invitée       |

#### Grands tours
| Grand tour           | Tour d'Italie | Tour de France | Tour d'Espagne |
| -------------------- | ------------- | -------------- | -------------- |
| Coureur (classement) | Non invitée   | Non invitée    | Non invitée    |
| Accessits            | -             | -              | -              |

### Classements UCI

#### UCI America Tour
L'équipe Drapac termine à la 14e place de l'America Tour avec 132 points. Ce total est obtenu par l'addition des points des huit meilleurs coureurs de l'équipe au classement individuel, cependant seuls quatre coureurs sont classés,.
| Rang | Coureur           | Points |
| ---- | ----------------- | ------ |
| 32   | Lachlan Norris    | 73     |
| 51   | Wouter Wippert    | 50     |
| 336  | Dylan Girdlestone | 7      |
| 447  | Jordan Kerby      | 2      |

#### UCI Oceania Tour
L'équipe Drapac termine à la 2e place de l'Oceania Tour avec 155 points. Ce total est obtenu par l'addition des points des huit meilleurs coureurs de l'équipe au classement individuel, cependant seuls sept coureurs sont classés,.
| Rang | Coureur         | Points |
| ---- | --------------- | ------ |
| 4    | Jordan Kerby    | 74     |
| 12   | William Clarke  | 28     |
| 21   | Malcolm Rudolph | 15     |
| 29   | Samuel Spokes   | 10     |
| 31   | Graeme Brown    | 10     |
| 33   | Brenton Jones   | 10     |
| 37   | Lachlan Norris  | 8      |